# FC Dallas

Bandiera del Dallas

L'FC Dallas, noto come Dallas Burn fino al 2005, è una società calcistica statunitense con sede nella città di Dallas (Texas). Dal 1996 milita nella Major League Soccer (MLS) e disputa le proprie partite casalinghe al Toyota Stadium, impianto da 20.500 posti a sedere.
Nella sua storia il club ha vinto due Lamar Hunt U.S. Open Cup (1997 e 2016) ed un MLS Supporters' Shield (2016).
Il proprietario del FC Dallas è il magnate Clark Hunt, possessore anche della squadra di football americano dei Kansas City Chiefs, militanti nella National Football League (NFL).

## Storia
La squadra è stata fondata come Dallas Burn, nel 1996 l'anno inaugurale della Major League Soccer. Dal 1996 al 2002 la squadra ha giocato nel Cotton Bowl. Nel tentativo di risparmiare a causa della sfavorevole locazione del Cotton Bowl, il club ha giocato le partite casalinghe del 2003 al Dragon Stadium, uno stadio della scuola superiore di Southlake, un sobborgo di Fort Worth. Nell'agosto 2005, il club si è trasferito al Pizza Hut Park, stadio di calcio nella periferia nord di Frisco. Per celebrare questa mossa, il club è stato rinominato come FC Dallas.
La stagione 2006 ha visto la creazione del Hoops Nation, un fan club ufficiale del Dallas, che permette ai fan di avere due biglietti omaggio ogni anno, una t-shirt, e altri benefici, in cambio di una quota di adesione. Il Hoops Nation è stato ufficialmente rinominata FCD Nation nel 2009 come parte di un franchise a livello di eliminazione graduale del Hoops moniker.
Nel 2016 vince la seconda U.S. Cup della sua storia, lo stesso anno conclude la stagione in testa alla Western Conference e alla classifica generale con 60 punti, vincendo il primo Supporters' Shield della sua storia, realizzando il suo primo storico double.
Il 7 luglio 2020 il club si ritira dal campionato 2019-2020 a causa di 11 membri della squadra trovati positivi al Covid-19

## Cronistoria
| Anno | Reg. Season | Playoff              | Open Cup             | CONCACAF Champions League | SuperLiga           |
| ---- | ----------- | -------------------- | -------------------- | ------------------------- | ------------------- |
| 1996 | 2º, West    | Quarti di finale     | Semifinale           | Non qualificato           | Cominciata nel 2007 |
| 1997 | 3º, West    | Semifinale           | Campioni             | Non qualificato           | Cominciata nel 2007 |
| 1998 | 4º, West    | Quarti di finale     | Semifinale           | Non qualificato           | Cominciata nel 2007 |
| 1999 | 2º, West    | Semifinale           | Quarti di finale     | Non qualificato           | Cominciata nel 2007 |
| 2000 | 3º, Central | Quarti di finale     | Quarti di finale     | Non qualificato           | Cominciata nel 2007 |
| 2001 | 3º, Central | Quarti di finale     | Sedicesimi di finale | Non disputata             | Cominciata nel 2007 |
| 2002 | 3º, West    | Quarti di finale     | Semifinale           | Non qualificato           | Cominciata nel 2007 |
| 2003 | 5º, West    | Non qualificato      | Ottavi di finale     | Non qualificato           | Cominciata nel 2007 |
| 2004 | 5º, West    | Non qualificato      | Quarti di finale     | Non qualificato           | Cominciata nel 2007 |
| 2005 | 2º, West    | Quarti di finale     | Finale               | Non qualificato           | Cominciata nel 2007 |
| 2006 | 1º, West    | Quarti di finale     | Quarti di finale     | Non qualificato           | Cominciata nel 2007 |
| 2007 | 3º, West    | Quarti di finale     | Finale               | Non qualificato           | 1ª fase             |
| 2008 | 5º, West    | Non qualificato      | 3º turno             | Non qualificato           | Non qualificato     |
| 2009 | 7º, West    | Non qualificato      | Turno preliminare    | Non qualificato           | Non qualificato     |
| 2010 | 3º, West    | Finale               | Turno preliminare    | Non qualificato           | Non qualificato     |
| 2011 | 4º, West    | Turno preliminare    |                      | Non qualificato           | Soppressa nel 2010  |
| 2012 | 6º, West    | Non qualificato      | Sedicesimi di finale | Non qualificato           | Soppressa nel 2010  |
| 2013 | 8º, West    | Non qualificato      | Quarti di finale     | Non qualificato           | Soppressa nel 2010  |
| 2014 | 4º, West    | Semifinali           | Quarti di finale     | Non qualificato           | Soppressa nel 2010  |
| 2015 | 1º, West    | Finali di Conference | Sedicesimi di finale | Non qualificato           | Soppressa nel 2010  |
| 2016 | 1º, West*   | Semifinale           | Campioni             | Non qualificato           | Soppressa nel 2010  |
| 2017 |             |                      |                      |                           | Soppressa nel 2010  |

*Vincono MLS Supporters' Shield

## Colori e soprannome

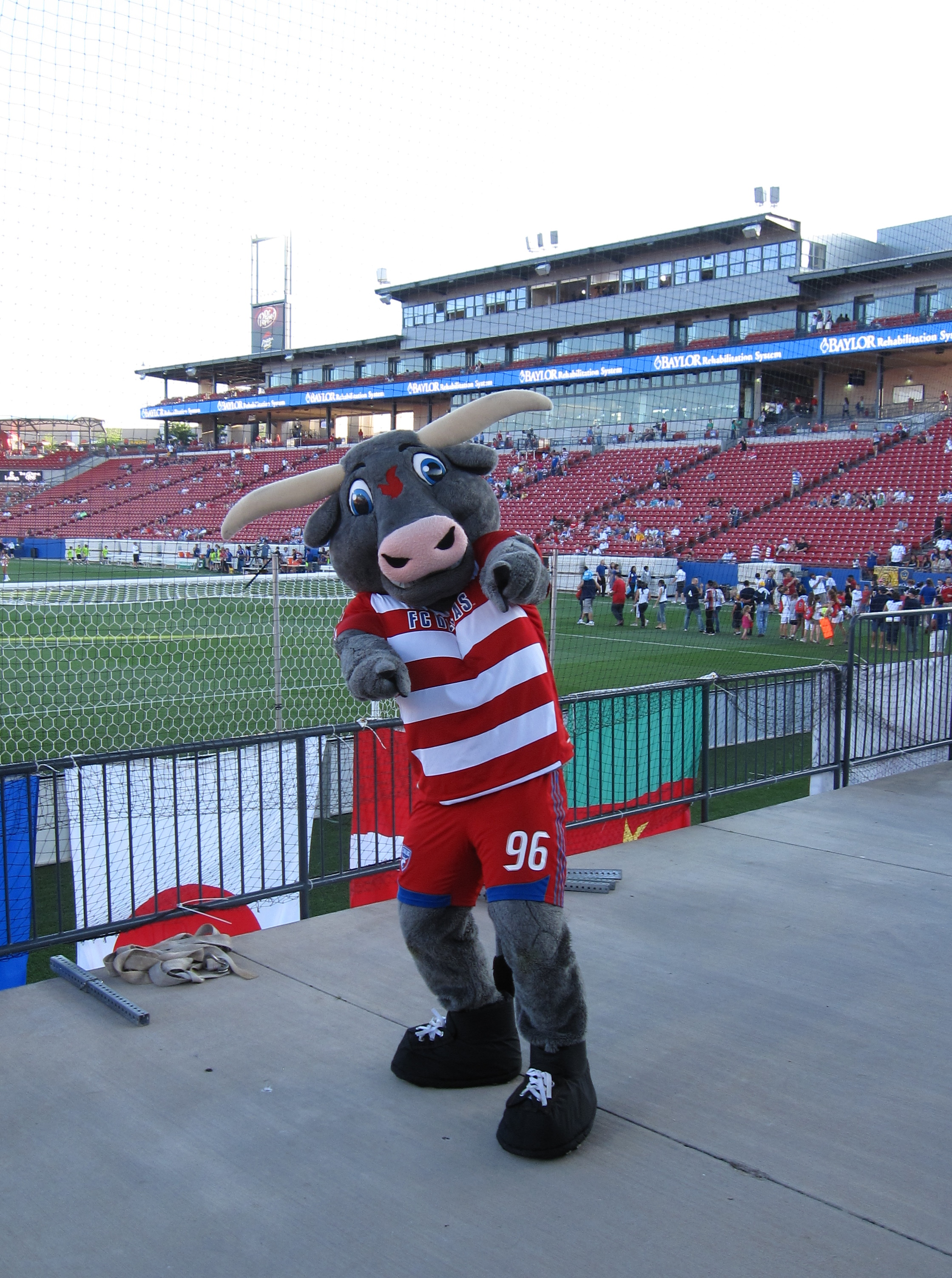
Tex Hooper, la mascot del FC Dallas

I colori della squadra sono il rosso, il bianco e il blu. Le divise di casa sono bianche con righe rosse orizzontali, mentre quelle da trasferta sono bianche con righe blu orizzontali. Il club ha usato il soprannome Hoops (letteralmente "cerchiati") per le campagne pubblicitarie e per le interviste con la stampa. Tale soprannome descrive proprio le linee orizzontali dell'uniforme, ed è uno pseudonimo usato da altre squadre di calcio con divise simili, come per esempio il Celtic e i Queens Park Rangers. I fan e i media usano nomignoli come FCD, The Red Stripes ("le strisce rosse"), the Waldos e the Toros.

## Rivalità
La più vecchia rivale dell'FC Dallas è il Chicago Fire Soccer Club. Dal 2001, Dallas e Chicago competono per la Brimstone Cup, trofeo che viene assegnato alla squadra che ottiene il miglior risultato negli scontri diretti della regular season. Nel 2005, la squadra dei San Jose Earthquakes venne sciolta e i suoi giocatori furono trasferiti a Houston, dove venne fondato un nuovo club: la Houston Dynamo. Questo nuovo team scatenerà con Dallas una rivalità interstatale che prende corpo nel derby texano denominato El Capitain. Altre rivalità minori sono con i Colorado Rapids e i Kansas City Wizards.

## Palmarès

### Competizioni nazionali
- US Open Cup: 2

1997, 2016
- MLS Supporters' Shield: 1

2016

### Altri piazzamenti
- Campionato MLS:

Secondo posto: 2010
- Lamar Hunt U.S. Open Cup:

Finalista: 2005, 2007
Semifinalista: 1996, 1998, 2002, 2011, 2014
- CONCACAF Champions League:

Semifinalista: 2016-2017
- CONCACAF Cup Winners Cup:

Semifinalista: 1997

## Organico

### Rosa 2025
Rosa aggiornata al 22 febbraio 2025.
| N. |                        | Ruolo | Calciatore         |
| -- | ---------------------- | ----- | ------------------ |
| 1  | Stati Uniti (bandiera) | P     | Jimmy Maurer       |
| 2  | Stati Uniti (bandiera) | D     | Geovane Jesus      |
| 3  | Stati Uniti (bandiera) | D     | Omar Gonzalez      |
| 4  | Stati Uniti (bandiera) | D     | Marco Farfan       |
| 5  | Ghana (bandiera)       | D     | Lalas Abubakar     |
| 6  | Ecuador (bandiera)     | D     | Patrickson Delgado |
| 7  | Stati Uniti (bandiera) | C     | Paul Arriola       |
| 8  | Stati Uniti (bandiera) | C     | Sebastian Lletget  |
| 9  | Croazia (bandiera)     | A     | Petar Musa         |
| 10 | Stati Uniti (bandiera) | A     | Jesús Ferreira     |
| 11 | Stati Uniti (bandiera) | A     | Dante Sealy        |
| 14 | Spagna (bandiera)      | C     | Asier Illarramendi |
| 15 | Stati Uniti (bandiera) | D     | Isaiah Parker      |
| 16 | Sudafrica (bandiera)   | C     | Tsiki Ntsabeleng   |
| 17 | Stati Uniti (bandiera) | D     | Nkosi Tafari       |
| 18 | Canada (bandiera)      | C     | Liam Fraser        |

| N. |                        | Ruolo | Calciatore        |
| -- | ---------------------- | ----- | ----------------- |
| 19 | Stati Uniti (bandiera) | C     | Paxton Pomykal    |
| 22 | Ghana (bandiera)       | A     | Ema Twumasi       |
| 23 | Stati Uniti (bandiera) | A     | Logan Farrington  |
| 24 | Stati Uniti (bandiera) | D     | Amet Korça        |
| 25 | Stati Uniti (bandiera) | D     | Sebastien Ibeagha |
| 27 | Stati Uniti (bandiera) | A     | Herbert Endeley   |
| 29 | Stati Uniti (bandiera) | D     | Sam Junqua        |
| 30 | Indonesia (bandiera)   | P     | Maarten Paes      |
| 31 | Ghana (bandiera)       | A     | Eugene Ansah      |
| 32 | Stati Uniti (bandiera) | D     | Nolan Norris      |
| 34 | Stati Uniti (bandiera) | C     | Alejandro Urzua   |
| 36 | Stati Uniti (bandiera) | A     | Malik Henry-Scott |
| 41 | Giamaica (bandiera)    | A     | Tarik Scott       |
| 77 | Stati Uniti (bandiera) | A     | Bernard Kamungo   |
| 99 | Romania (bandiera)     | A     | Enes Sali         |

### Rosa 2024
Rosa aggiornata al 16 marzo 2024.
| N. |                        | Ruolo | Calciatore         |
| -- | ---------------------- | ----- | ------------------ |
| 1  | Stati Uniti (bandiera) | P     | Jimmy Maurer       |
| 2  | Stati Uniti (bandiera) | D     | Geovane Jesus      |
| 3  | Stati Uniti (bandiera) | D     | Omar Gonzalez      |
| 4  | Stati Uniti (bandiera) | D     | Marco Farfan       |
| 6  | Ecuador (bandiera)     | D     | Patrickson Delgado |
| 7  | Stati Uniti (bandiera) | C     | Paul Arriola       |
| 8  | Stati Uniti (bandiera) | C     | Sebastian Lletget  |
| 9  | Croazia (bandiera)     | A     | Petar Musa         |
| 10 | Stati Uniti (bandiera) | A     | Jesús Ferreira     |
| 11 | Stati Uniti (bandiera) | A     | Dante Sealy        |
| 14 | Spagna (bandiera)      | C     | Asier Illarramendi |
| 15 | Stati Uniti (bandiera) | D     | Isaiah Parker      |
| 16 | Sudafrica (bandiera)   | C     | Tsiki Ntsabeleng   |
| 17 | Stati Uniti (bandiera) | D     | Nkosi Tafari       |
| 18 | Canada (bandiera)      | C     | Liam Fraser        |

| N. |                        | Ruolo | Calciatore        |
| -- | ---------------------- | ----- | ----------------- |
| 19 | Stati Uniti (bandiera) | C     | Paxton Pomykal    |
| 22 | Ghana (bandiera)       | A     | Ema Twumasi       |
| 23 | Stati Uniti (bandiera) | A     | Logan Farrington  |
| 24 | Stati Uniti (bandiera) | D     | Amet Korça        |
| 25 | Stati Uniti (bandiera) | D     | Sebastien Ibeagha |
| 27 | Stati Uniti (bandiera) | A     | Herbert Endeley   |
| 29 | Stati Uniti (bandiera) | D     | Sam Junqua        |
| 30 | Indonesia (bandiera)   | P     | Maarten Paes      |
| 31 | Ghana (bandiera)       | A     | Eugene Ansah      |
| 32 | Stati Uniti (bandiera) | D     | Nolan Norris      |
| 34 | Stati Uniti (bandiera) | C     | Alejandro Urzua   |
| 36 | Stati Uniti (bandiera) | A     | Malik Henry-Scott |
| 41 | Giamaica (bandiera)    | A     | Tarik Scott       |
| 77 | Stati Uniti (bandiera) | A     | Bernard Kamungo   |
| 99 | Romania (bandiera)     | A     | Enes Sali         |

### Rosa 2023
Rosa aggiornata al 19 febbraio 2023.
| N. |                        | Ruolo | Calciatore         |
| -- | ---------------------- | ----- | ------------------ |
| 1  | Stati Uniti (bandiera) | P     | Jimmy Maurer       |
| 3  | Spagna (bandiera)      | D     | José Martínez      |
| 4  | Stati Uniti (bandiera) | D     | Marco Farfan       |
| 5  | Argentina (bandiera)   | C     | Facundo Quignon    |
| 6  | Stati Uniti (bandiera) | C     | Edwin Cerrillo     |
| 7  | Stati Uniti (bandiera) | C     | Paul Arriola       |
| 8  | Colombia (bandiera)    | C     | Jáder Obrian       |
| 9  | Spagna (bandiera)      | C     | Asier Illarramendi |
| 10 | Stati Uniti (bandiera) | A     | Jesús Ferreira     |
| 11 | Stati Uniti (bandiera) | A     | Dante Sealy        |
| 12 | Stati Uniti (bandiera) | C     | Sebastian Lletget  |
| 15 | Stati Uniti (bandiera) | D     | Isaiah Parker      |
| 16 | Sudafrica (bandiera)   | C     | Tsiki Ntsabeleng   |
| 17 | Stati Uniti (bandiera) | D     | Nkosi Tafari       |
| 18 | Stati Uniti (bandiera) | C     | Brandon Servania   |

| N. |                        | Ruolo | Calciatore        |
| -- | ---------------------- | ----- | ----------------- |
| 19 | Stati Uniti (bandiera) | C     | Paxton Pomykal    |
| 20 | Argentina (bandiera)   | A     | Alan Velasco      |
| 22 | Ghana (bandiera)       | A     | Ema Twumasi       |
| 25 | Stati Uniti (bandiera) | C     | Collin Smith      |
| 30 | Paesi Bassi (bandiera) | P     | Maarten Paes      |
| 77 | Stati Uniti (bandiera) | C     | Bernard Kamungo   |
|    | Stati Uniti (bandiera) | D     | Sebastien Ibeagha |
|    | Giamaica (bandiera)    | C     | Kameron Lacey     |
|    | Stati Uniti (bandiera) | D     | Amet Korça        |
|    | Colombia (bandiera)    | A     | José Mulato       |
|    | Stati Uniti (bandiera) | P     | Antonio Carrera   |
|    | Stati Uniti (bandiera) | D     | Nolan Norris      |
|    | Brasile (bandiera)     | D     | Geovane Jesus     |
|    | Stati Uniti (bandiera) | C     | Tarik Scott       |
|    | Stati Uniti (bandiera) | A     | Herbert Endeley   |

### Rosa 2022
Rosa aggiornata al 16 novembre 2022.
| N. |                                 | Ruolo | Calciatore        |
| -- | ------------------------------- | ----- | ----------------- |
| 1  | Stati Uniti (bandiera)          | P     | Jimmy Maurer      |
| 2  | Stati Uniti (bandiera)          | D     | Eddie Munjoma     |
| 3  | Spagna (bandiera)               | D     | José Martínez     |
| 4  | Stati Uniti (bandiera)          | D     | Marco Farfan      |
| 5  | Argentina (bandiera)            | C     | Facundo Quignon   |
| 6  | Stati Uniti (bandiera)          | C     | Edwin Cerrillo    |
| 7  | Stati Uniti (bandiera)          | C     | Paul Arriola      |
| 8  | Colombia (bandiera)             | C     | Jáder Obrian      |
| 10 | Stati Uniti (bandiera)          | A     | Jesús Ferreira    |
| 12 | Stati Uniti (bandiera)          | C     | Sebastian Lletget |
| 13 | Stati Uniti (bandiera)          | P     | Antonio Carrera   |
| 14 | Bosnia ed Erzegovina (bandiera) | C     | Beni Redžić       |
| 15 | Stati Uniti (bandiera)          | D     | Isaiah Parker     |
| 16 | Sudafrica (bandiera)            | C     | Tsiki Ntsabeleng  |
| 17 | Stati Uniti (bandiera)          | D     | Nkosi Tafari      |

| N. |                        | Ruolo | Calciatore       |
| -- | ---------------------- | ----- | ---------------- |
| 18 | Stati Uniti (bandiera) | C     | Brandon Servania |
| 19 | Stati Uniti (bandiera) | C     | Paxton Pomykal   |
| 20 | Argentina (bandiera)   | A     | Alan Velasco     |
| 21 | Stati Uniti (bandiera) | C     | Kalil ElMedkhar  |
| 22 | Ghana (bandiera)       | A     | Ema Twumasi      |
| 23 | Stati Uniti (bandiera) | C     | Thomas Roberts   |
| 24 | Stati Uniti (bandiera) | D     | Matt Hedges      |
| 25 | Stati Uniti (bandiera) | C     | Collin Smith     |
| 26 | Stati Uniti (bandiera) | D     | Lucas Bartlett   |
| 28 | Ecuador (bandiera)     | D     | Joshué Quiñónez  |
| 29 | Argentina (bandiera)   | A     | Franco Jara      |
| 30 | Paesi Bassi (bandiera) | P     | Maarten Paes     |
| 31 | Guinea (bandiera)      | C     | Nanu             |
| 77 | Stati Uniti (bandiera) | C     | Bernard Kamungo  |
|    | Stati Uniti (bandiera) | C     | Tarik Scott      |

### Rosa 2021
Rosa aggiornata al 15 maggio 2021.
| N. |                        | Ruolo | Calciatore        |
| -- | ---------------------- | ----- | ----------------- |
| 1  | Paesi Bassi (bandiera) | P     | Maarten Paes      |
| 3  | Spagna (bandiera)      | D     | José Martínez     |
| 4  | Brasile (bandiera)     | D     | Bressan           |
| 6  | Stati Uniti (bandiera) | C     | Edwin Cerrillo    |
| 7  | Colombia (bandiera)    | A     | Jáder Obrian      |
| 8  | Honduras (bandiera)    | C     | Bryan Acosta      |
| 9  | Stati Uniti (bandiera) | A     | Jesús Ferreira    |
| 10 | Colombia (bandiera)    | C     | Andrés Ricaurte   |
| 11 | Ungheria (bandiera)    | A     | Szabolcs Schön    |
| 12 | Stati Uniti (bandiera) | C     | Ryan Hollingshead |
| 13 | Argentina (bandiera)   | A     | Alan Velasco      |
| 14 | Stati Uniti (bandiera) | D     | Nkosi Tafari      |
| 17 | Venezuela (bandiera)   | A     | Freddy Vargas     |
| 19 | Stati Uniti (bandiera) | C     | Paxton Pomykal    |

| N. |                                 | Ruolo | Calciatore      |
| -- | ------------------------------- | ----- | --------------- |
| 20 | Stati Uniti (bandiera)          | P     | Jimmy Maurer    |
| 22 | Ghana (bandiera)                | A     | Ema Twumasi     |
| 23 | Stati Uniti (bandiera)          | C     | Thomas Roberts  |
| 24 | Stati Uniti (bandiera)          | D     | Matt Hedges     |
| 26 | Stati Uniti (bandiera)          | D     | John Nelson     |
| 27 | Stati Uniti (bandiera)          | D     | Eddie Munjoma   |
| 28 | Bosnia ed Erzegovina (bandiera) | A     | Beni Redžić     |
| 29 | Argentina (bandiera)            | A     | Franco Jara     |
| 30 | Stati Uniti (bandiera)          | P     | Kyle Zobeck     |
| 31 | Stati Uniti (bandiera)          | A     | Dante Sealy     |
| 32 | Stati Uniti (bandiera)          | C     | Collin Smith    |
| 80 | Stati Uniti (bandiera)          | C     | Nicky Hernandez |
| 99 | Brasile (bandiera)              | P     | Phelipe         |
|    | Stati Uniti (bandiera)          | C     | Paul Arriola    |

### Rosa 2020
Rosa aggiornata al 4 dicembre 2019
| N. |                        | Ruolo | Calciatore        |
| -- | ---------------------- | ----- | ----------------- |
| 1  | Messico (bandiera)     | P     | Jesse González    |
| 3  | Svizzera (bandiera)    | D     | Reto Ziegler      |
| 4  | Brasile (bandiera)     | D     | Bressan           |
| 9  | Stati Uniti (bandiera) | C     | Fabrice Picault   |
| 8  | Honduras (bandiera)    | C     | Bryan Acosta      |
| 11 | Colombia (bandiera)    | A     | Santiago Mosquera |
| 12 | Stati Uniti (bandiera) | C     | Ryan Hollingshead |
| 13 | Rep. Ceca (bandiera)   | A     | Zdeněk Ondrášek   |
| 15 | Stati Uniti (bandiera) | C     | Jacori Hayes      |
| 16 | Messico (bandiera)     | A     | Ricardo Pepi      |
| 18 | Stati Uniti (bandiera) | C     | Brandon Servania  |
| 19 | Stati Uniti (bandiera) | C     | Paxton Pomykal    |

| N. |                        | Ruolo | Calciatore        |
| -- | ---------------------- | ----- | ----------------- |
| 20 | Stati Uniti (bandiera) | P     | Jimmy Maurer      |
| 21 | Colombia (bandiera)    | C     | Michael Barrios   |
| 23 | Stati Uniti (bandiera) | C     | Thomas Roberts    |
| 24 | Stati Uniti (bandiera) | D     | Matt Hedges       |
| 25 | Canada (bandiera)      | D     | Callum Montgomery |
| 26 | Stati Uniti (bandiera) | D     | John Nelson       |
| 27 | Stati Uniti (bandiera) | A     | Jesús Ferreira    |
| 29 | Stati Uniti (bandiera) | A     | Bryan Reynolds    |
| 30 | Stati Uniti (bandiera) | P     | Kyle Zobeck       |
| 33 | Stati Uniti (bandiera) | C     | Edwin Cerrillo    |

### Rosa 2018
Rosa aggiornata al 15 aprile 2018
| N. |                        | Ruolo | Calciatore        |
| -- | ---------------------- | ----- | ----------------- |
| 1  | Messico (bandiera)     | P     | Jesse González    |
| 2  | Stati Uniti (bandiera) | D     | Reggie Cannon     |
| 3  | Svizzera (bandiera)    | D     | Reto Ziegler      |
| 4  | Stati Uniti (bandiera) | D     | Chris Richards    |
| 6  | Bulgaria (bandiera)    | D     | Anton Nedyalkov   |
| 7  | Ecuador (bandiera)     | C     | Carlos Gruezo     |
| 8  | Messico (bandiera)     | C     | Victor Ulloa      |
| 9  | Paraguay (bandiera)    | A     | Cristian Colmán   |
| 10 | Argentina (bandiera)   | A     | Mauro Díaz        |
| 11 | Colombia (bandiera)    | A     | Santiago Mosquera |
| 12 | Stati Uniti (bandiera) | C     | Ryan Hollingshead |
| 13 | Canada (bandiera)      | A     | Tesho Akindele    |
| 14 | Stati Uniti (bandiera) | P     | Jimmy Maurer      |
| 15 | Stati Uniti (bandiera) | C     | Jacori Hayes      |

| N. |                        | Ruolo | Calciatore         |
| -- | ---------------------- | ----- | ------------------ |
| 18 | Stati Uniti (bandiera) | C     | Brandon Servania   |
| 19 | Stati Uniti (bandiera) | C     | Paxton Pomykal     |
| 20 | Belgio (bandiera)      | C     | Roland Lamah       |
| 21 | Colombia (bandiera)    | C     | Michael Barrios    |
| 23 | Stati Uniti (bandiera) | D     | Kellyn Acosta      |
| 24 | Stati Uniti (bandiera) | D     | Matt Hedges        |
| 27 | Colombia (bandiera)    | A     | Jesús Ferreira     |
| 29 | Stati Uniti (bandiera) | A     | Bryan Reynolds     |
| 30 | Stati Uniti (bandiera) | P     | Kyle Zobeck        |
| 31 | Honduras (bandiera)    | D     | Maynor Figueroa    |
| 32 | Stati Uniti (bandiera) | D     | Kris Reaves        |
| 34 | Stati Uniti (bandiera) | D     | Jordan Cano        |
| 37 | Argentina (bandiera)   | A     | Maximiliano Urruti |

## Allenatori
- Dave Dir (1996–2000)
- Mike Jeffries (2001–2003)
- Colin Clarke (2003–2006)
- Steve Morrow (2006—)

## Record della squadra
- Presenze:  Jason Kreis, 247
- Goal:  Jason Kreis, 91
- Assist:  Jason Kreis, 65
- Record complessivo della regular season: 161 vittorie - 162 sconfitte - 45 pareggi (aggiornato al 21 ottobre 2007)

## Lo stadio
Dal 1996 al 2002, l'FCD ha giocato le partite di casa allo stadio Cotton Bowl di Dallas. Nel 2003, si sono trasferiti al Dragon Stadium di Southlake (Texas), nei pressi di un campus universitario. Le leggi texane vietano però la vendita di alcolici nelle vicinanze di strutture scolastiche, per cui il club di Dallas non poteva vendere bevande alcoliche ai tifosi accorsi allo stadio. Questo aspetto, con le relative perdite economiche, convinse i dirigenti a tornare a giocare al Cotton Bowl nel 2004. Dal 2005, lo stadio di casa degli Hoops è il Pizza Hut Park di Frisco (Texas).